# Éric de Coulon
Éric de Coulon, né le 2 mai 1888 à Neuchâtel et mort le 12 octobre 1956 à Thielle-Wavre, est un affichiste neuchâtelois. 

## Biographie

### Origines et famille
Éric de Coulon naît le 2 mai 1888 à Neuchâtel. Il est originaire du même lieu et d'Éclépens, dans le canton de Vaud. Son père, Charles de Coulon, est colonel instructeur ; sa mère est née Alice de Pury. 
Il épouse en 1921 Rose-Baucis Jeanneret, fille du peintre Gustave Jeanneret. Elle devient sa collaboratrice. 

### Études et parcours professionnel et artistique
Il commence des études d'architecture à l'École polytechnique fédérale de Zurich en 1908. Il est ensuite engagé dans l'atelier de Charles l'Eplattenier pour y dessiner des meubles de 1910 à 1912. Durant cette période, il effectue également un séjour à Munich. 
En 1913, il s'installe à Paris, où il étudie à la Grande Chaumière tout en travaillant comme graphiste. Il reçoit ses premières commande des Galeries Lafayette. Il se fait un nom en France et en Suisse. Son style se caractérise par des textes, voire des lettres de l'alphabet isolées. Il dessine également des jaquettes de livres ou des textes publicitaires pour la maison Hachette, et illustre également des livres et des catalogues pour d'autres maisons d'édition.